# Свіниці-Варцькі (гміна)
Гміна Свініце-Варцьке (пол. Gmina Świnice Warckie) — сільська гміна у центральній Польщі. Належить до Ленчицького повіту Лодзинського воєводства.
Станом на 31 грудня 2011 у гміні проживало 4101 особа.

## Площа
Згідно з даними за 2007 рік площа гміни становила 93.95 км², у тому числі:
- орні землі: 82.00%
- ліси: 7.00%

Таким чином, площа гміни становить 12.14% площі повіту.

## Населення
Станом на 31 грудня 2011:
| Опис     | Загалом | Загалом | Чоловіки | Чоловіки | Жінки | Жінки |
| -------- | ------- | ------- | -------- | -------- | ----- | ----- |
| одиниця  | осіб    | %       | осіб     | %        | осіб  | %     |
| все      | 4101    | 100     | 2049     | 49.96    | 2052  | 50.04 |
| міське   | 0       | 100     | 0        |          | 0     |       |
| сільське | 4101    | 100     | 2049     | 49.96    | 2052  | 50.04 |

## Сусідні гміни
Гміна Свініце-Варцьке межує з такими гмінами: Вартковіце, Ґрабув, Домбе, Ленчиця, Унеюв.